# Louis Auguste Victor de Ghaisne de Bourmont

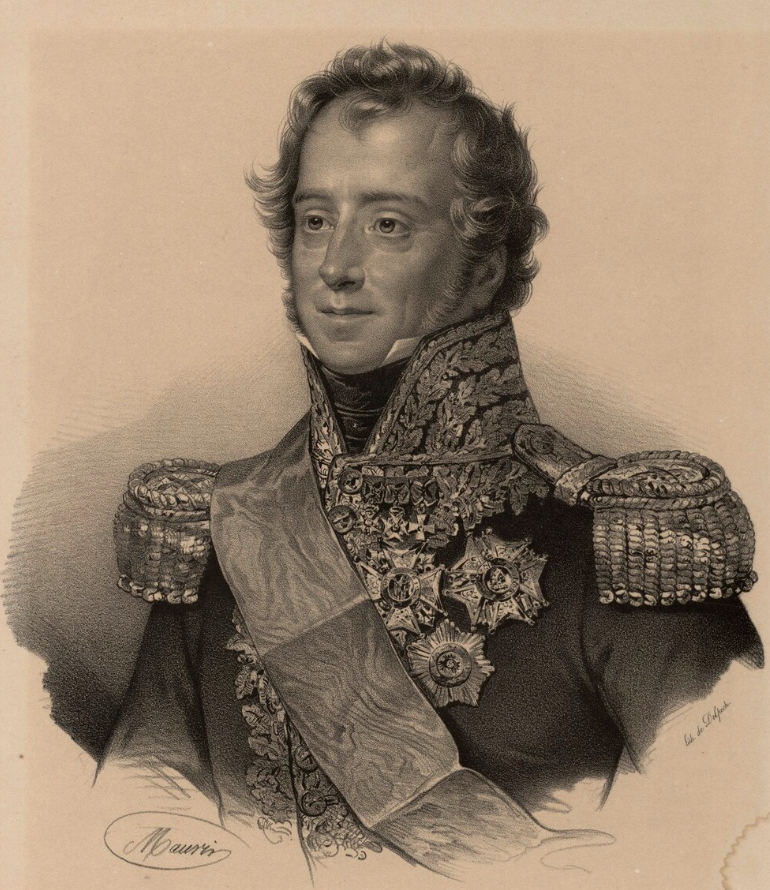

Louis-Auguste-Victor de Ghaisne de Bourmont (ur. 2 września 1773 na zamku Bourmont w Anjou; zm. 27 października 1846 tamże) – francuski generał i polityk, marszałek Francji i par Francji.
Od 8 sierpnia 1829 do 31 lipca 1830 minister wojny Francji. W marcu 1832 został odsunięty z życia wojskowego i publicznego, gdyż odmówił przysięgi Królestwu Lipcowemu.
Zmarł 27 października 1846.

## Odznaczenia
- 1825 Krzyż Wielki Legii Honorowej